# Columna de plata

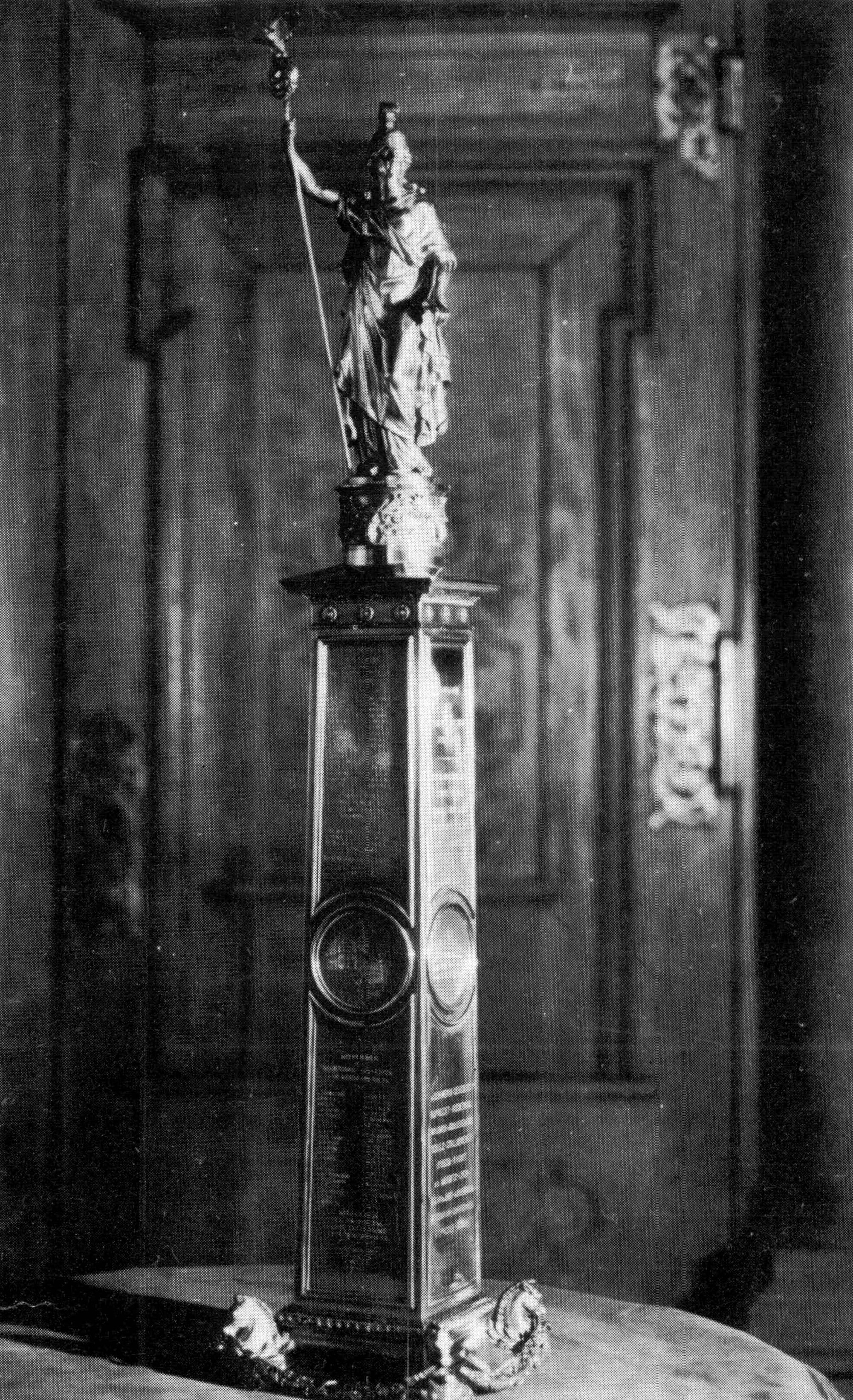
Columna de plata en Duisburgo.

La columna de plata fue un regalo de honor de 1879 situado en Königsberg (actual Kaliningrado). Después del apogeo del arte de la orfebrería de Königsberg a finales de la Edad Media y en el barroco, la columna es un testimonio único del arte y la historia administrativa de Prusia Oriental.

## Origen y procedencia
El regalo de honor es una obra del joyero de la corte de Königsberg David Aron (1823-1896). La planificación artística fue realizada por una persona llamada Hesse (posiblemente el arquitecto e inspector jefe de edificios en Königsberg, Carl Hesse). Cuando el presidente Superior de la Provincia de Prusia Oriental, Karl von Horn, murió el 5. Mayo de 1879 marcó el 50 aniversario de su servicio, los gobernadores de la provincia y los funcionarios de su autoridad le entregaron la columna de plata de 70 cm de altura. Aún no está claro dónde estaba después de la muerte de von Horn. Un anticuario holandés la ofreció en venta a la ciudad de Duisburgo en 1969. Rechazado inicialmente, repitió su oferta. A fines de diciembre de 1976, la oficina cultural de Duisburgo compró la columna en los términos de la oferta original. En septiembre de 1977, el alcalde Josef Krips lo entregó a la Ciudad Museo de Königsberg como préstamo permanente. Ulrich Albinus la colocó en la sala Renaissance del museo. Con la disolución de este, la columna llegó al Museo Estatal de Prusia Oriental en Lüneburg en 2016.

## Dedicatoria
La dedicatoria está escrita en pequeñas placas de latón en la parte delantera y trasera de la base de la columna:
En el reverso se usó por primera vez plata con incrustaciones de ámbar.

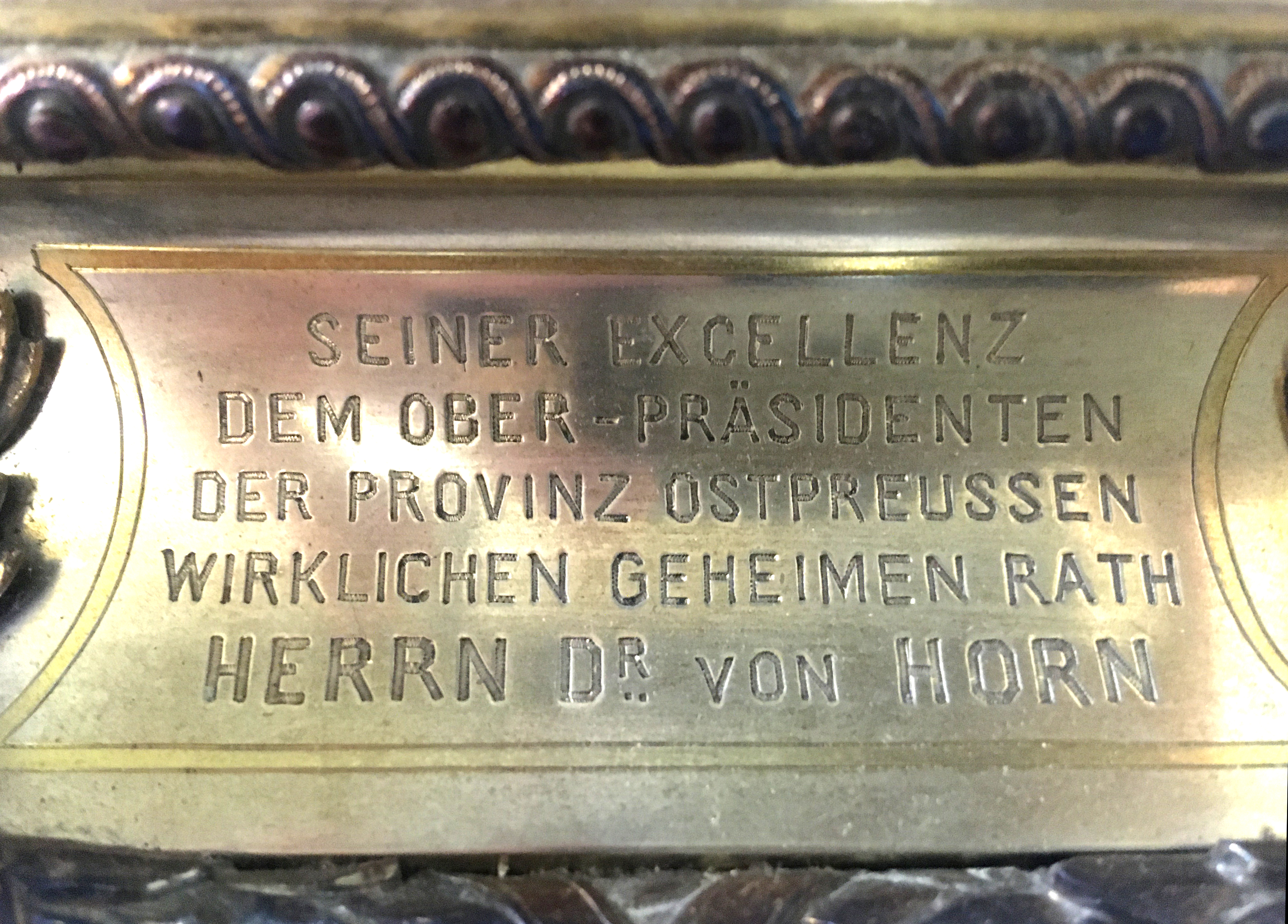
Dedicatoria
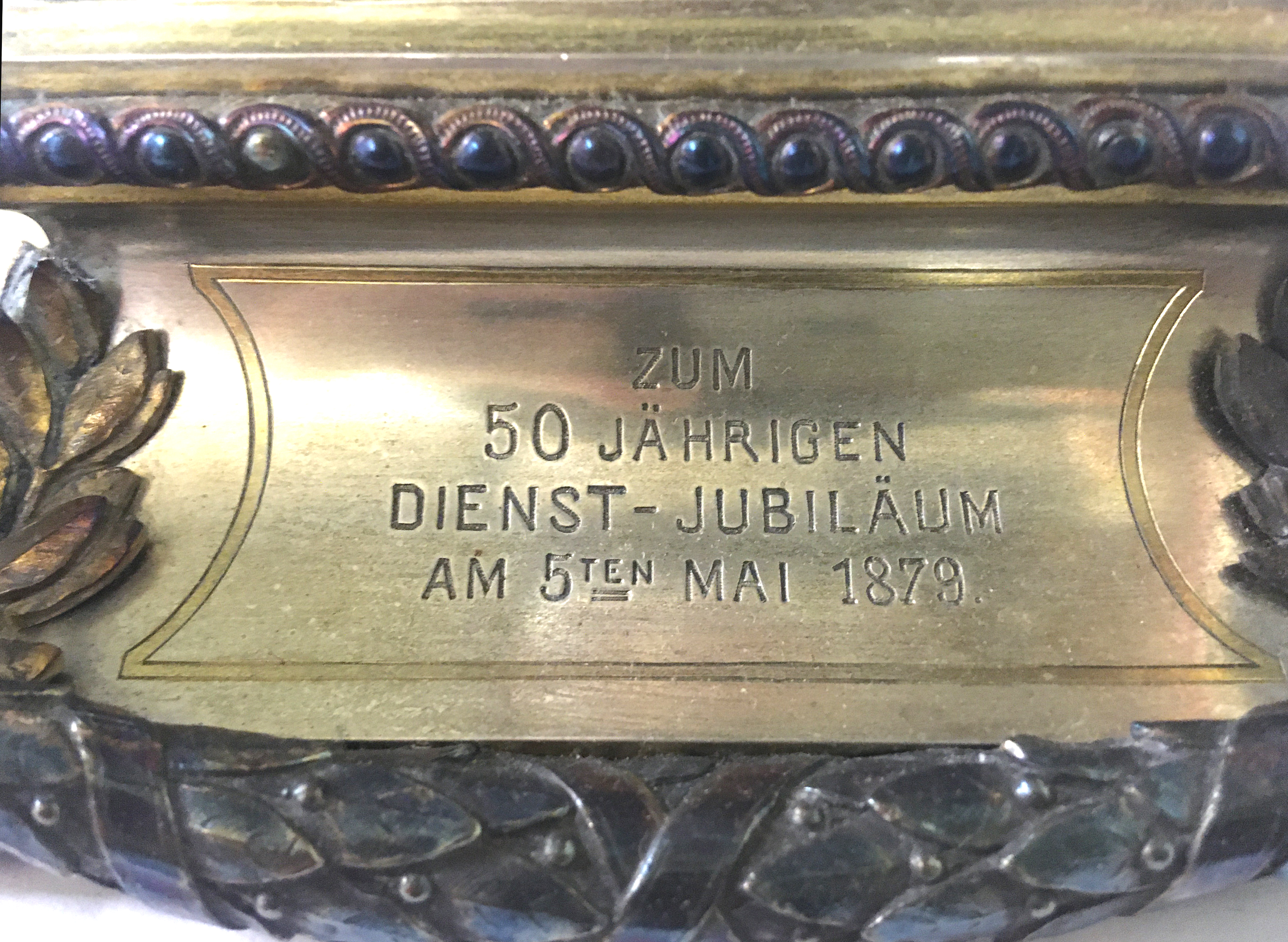
Motivo
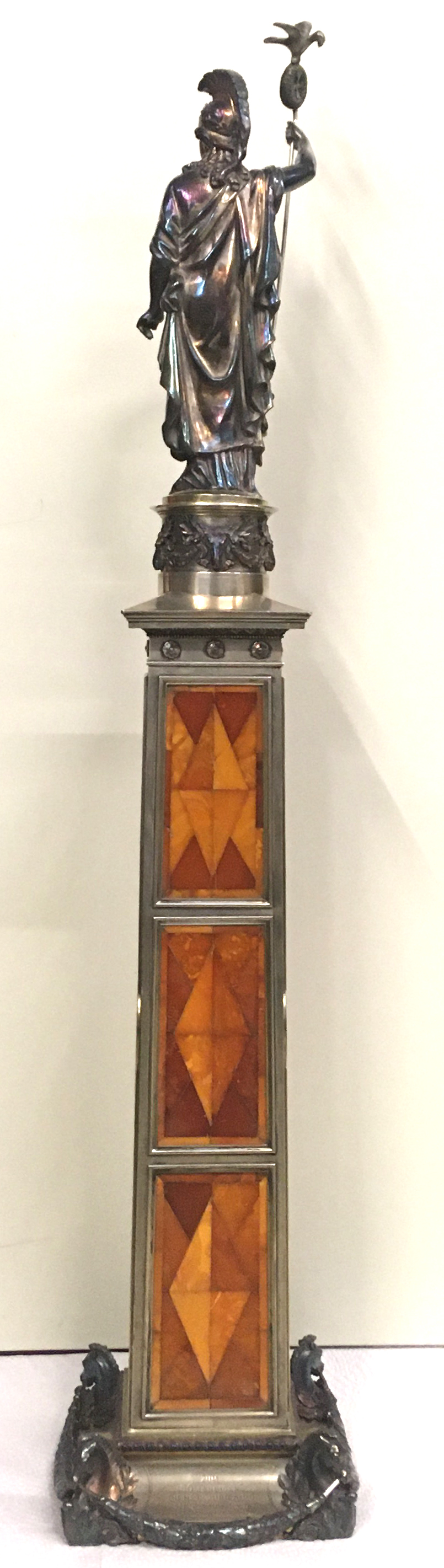
Parte trasera

## Borussia

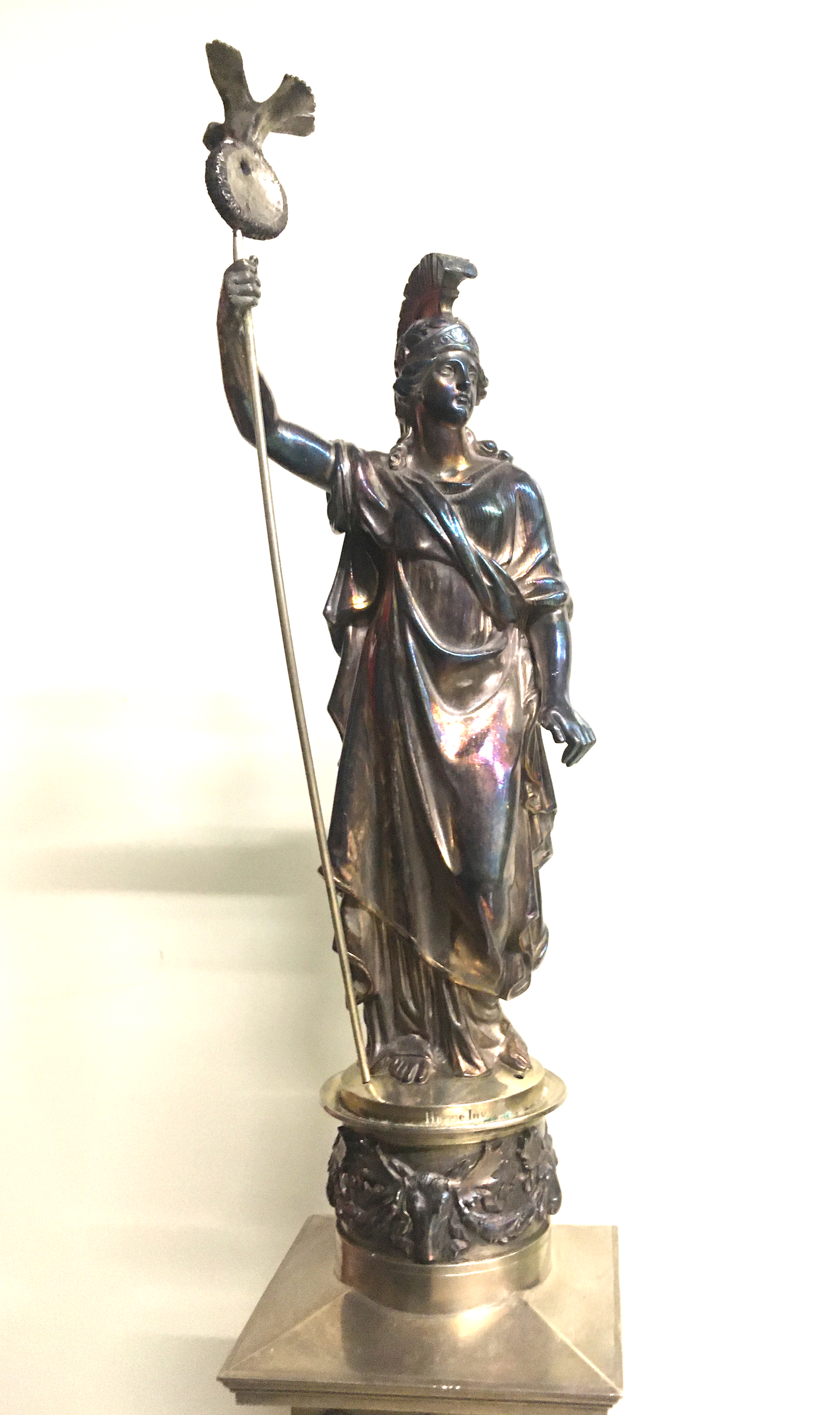
Borussia.

Las cabezas de caballo en las cuatro esquinas de la base de la columna hacen referencia al famoso Trakehner de Prusia Oriental.
En 1879, la última guerra de unificación y la fundación del Reich alemán fue hace ocho años. La cabeza de la columna sostiene un tambor grabado con cuernos de alce. La figura de Borussia se alza sobre el tambor. En su mano derecha sostiene un signo de la victoria con una Cruz balcánica dentro de una corona de laurel, como la de la diosa Victoria en la Puerta de Brandenburgo. Lo que se desconoce es qué llevaba la figura en la mano izquierda abierta que agarraba; sin embargo, hay un agujero debajo de la base que indica que pudo sostener algo como en la mano derecha. Los nombres de Hesse y el escultor y joyero Aron aparecen grabados en la base de la figura:

 0 HESSE INV.
 0 _ ARON. KÖNIGSBERG I./PR.

## Parte frontal
Las salas del Oberpraesidium y las oficinas del Oberpresident estaban en el ala sur del castillo de Königsberg. Los días 17 y 18 El 1 de marzo de 1882, el Oberpraesidium se mudó del palacio al espacioso edificio nuevo en Mitteltragheim. Recién jubilado, von Horn ya no tuvo que aceptar la mudanza. Su sucesor, Albrecht von Schlieckmann, pudo utilizar las nuevas instalaciones.

### Parte superior
Los funcionarios que administraron el distrito administrativo más oriental de Alemania en Gumbinnen o trabajaron en la administración tributaria de la provincia de Prusia Oriental se enumeran encima del grabado de la cerradura; la mayoría aún no han sido identificados.

#### Colegio de Gobierno en Gumbinnen
Paul Bienko, Krumhaar, Gustav Dodillet, Ludwig Ferdinand Hermann Siehr, Springer, Balcke, v. Roebel, v. Zschock, Risch, Wendland, Pfeiffer, Warmbrunn, Wiese, Goullon, Gericke, Kayser, Schmidt, Benno Tomasczewski, Bühling, Groddeck, Guerich, Keller, Lempfert, Rudolf Theodor Möhrs, Arthur Germershausen, Caspar, Karl Volprecht, Ludwig v. Bornstedt, v. Liebermann, Czygan, Reisch y Liedtke.

#### Dirección Provincial de Impuestos en Königsberg
- Hitzigrath, Loewe, Knoff, Rauschning, Kunicke y Hausbrand
- Plenipotenciario del Reich Kessler

### Parte inferior
Los funcionarios que administraron el distrito occidental de Prusia Oriental participaron activamente en la administración escolar provincial se enumeran debajo del grabado del castillo; la mayoría aún no han sido identificados.

#### Colegio de Gobierno en Königsberg
Adolf von Schmeling, Krossa, Müller, Schönian, Wedthoff, Biefel, Schlott, Meyer, Franz Burchard, Julius Arnoldt, Dossow, Susitt, Julius Kummer, Bode, Mielke, Kretschmann, Singelmann, Meinzer, Herzbruch, Carl Hesse, Lindner, Siegert, Felipe, v. Fricken, Wegner, Schmiedel, Weise, Hoepker, Deckmann, v. Negelein, Hauschild, Erdmann, Goldschmidt, v. Woedtke, Tetzlaff, Ernst Gottlieb Krantz, Doerell, v. Winckler, Rauch, Heynemann, Grün y Sack.

#### Colegio de la escuela provincial en Königsberg
Adolf von Schmeling, Schrader, Hermann Gawlick y Ernst Gottlieb Krantz

## Lado derecho

Los dos distritos administrativos de Prusia Oriental (1905)

El lado derecho (heráldico) de la columna muestra el nuevo edificio Oberpraesidial y gubernamental en Mitteltragheim . Fue ocupado en marzo/abril de 1882 y también fue suficiente para albergar la junta escolar provincial y el tribunal administrativo del distrito. Las placas de bronce enumeran al jefe de policía de Königsberg y los administradores de distrito del distrito administrativo de Königsberg .
 
- Friedrich Leopold Devens, Polizeipräsident
- Otto Friedrich Theodor Kuhn, Kreis Fischhausen
- Otto Karl von Hüllessem-Meerscheidt, Kreis Königsberg i. Pr.
- Otto von Gottberg, Kreis Domnau
- Louis von Spies, Kreis Mohrungen
- Rudolf von Brandt, Kreis Osterode in Ostpreußen
- Theodor von Saß, Kreis Guttstadt
- Ehrhard von Queis, Kreis Rastenburg
- Oskar von Dreßler, Kreis Heiligenbeil
- Wilhelm Eduard August Kleemann, Kreis Allenstein
- Max Lilie, Kreis Ortelsburg
- Alfred von Gramatzki, Kreis Memel
- Gustav von Heyer, Kreis Labiau
- Friedrich Otto Hermann von Wolffgramm, Kreis Gerdauen
- Bruno Fornet, Kreis Preußisch Eylau
- Emil Brunner, Kreis Rößel
- Klemens von Stockhausen, Kreis Preußisch Holland
- Oskar von Hasselbach, Kreis Neidenburg
- Albrecht Oberg, Kreis Braunsberg
- Paul Bienko, Kreis Wehlau

## Lado izquierdo

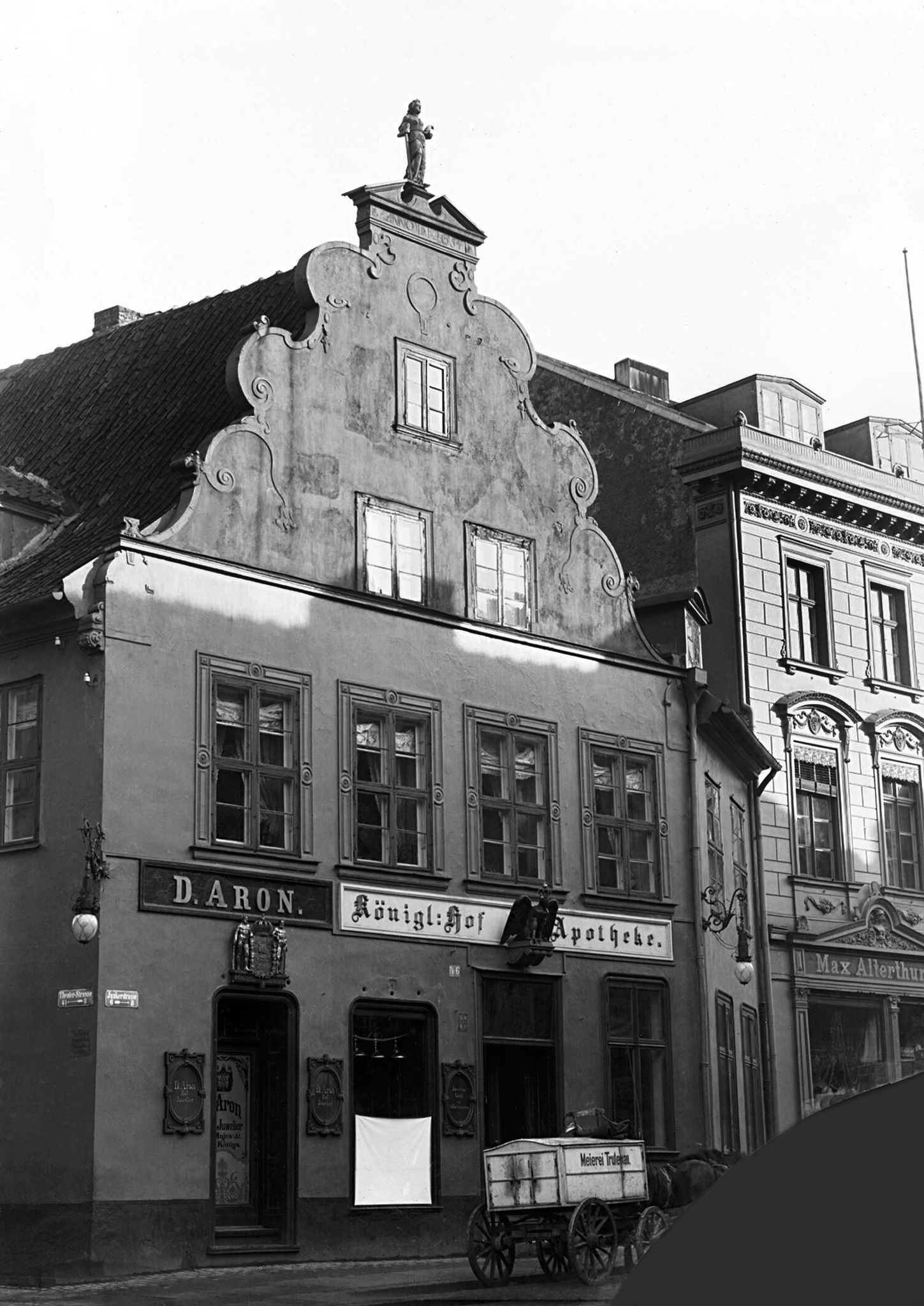
Joyería de Aron y farmacia de la corte de Hagen

Los concejales de distrito involucrados en el distrito de Gumbinnen se enumeran en el lado izquierdo de la columna.
 
- Otto Engelhard von Schwerin, Kreis Sensburg
- Karl Ruprecht, Kreis Elchniederung
- Eduard Maubach, Kreis Johannisburg
- Karl Schulz, Kreis Stallupönen
- Waldemar Krossa, Kreis Ragnit
- Robert von der Marwitz, Kreis Lyck
- Franz Köhn von Jaski, Kreis Angerburg
- Max Bergmann, Kreis Darkehmen
- Horst von Lyncker, Kreis Lötzen
- Carl Burchard, Kreis Gumbinnen
- Bernhard Schopis, Kreis Goldap
- Hermann Schmalz, Kreis Pillkallen
- Heinrich Schlenther, Kreis Tilsit
- Richard von Lyncker, Landkreis Heydekrug

## Asientos de gobierno

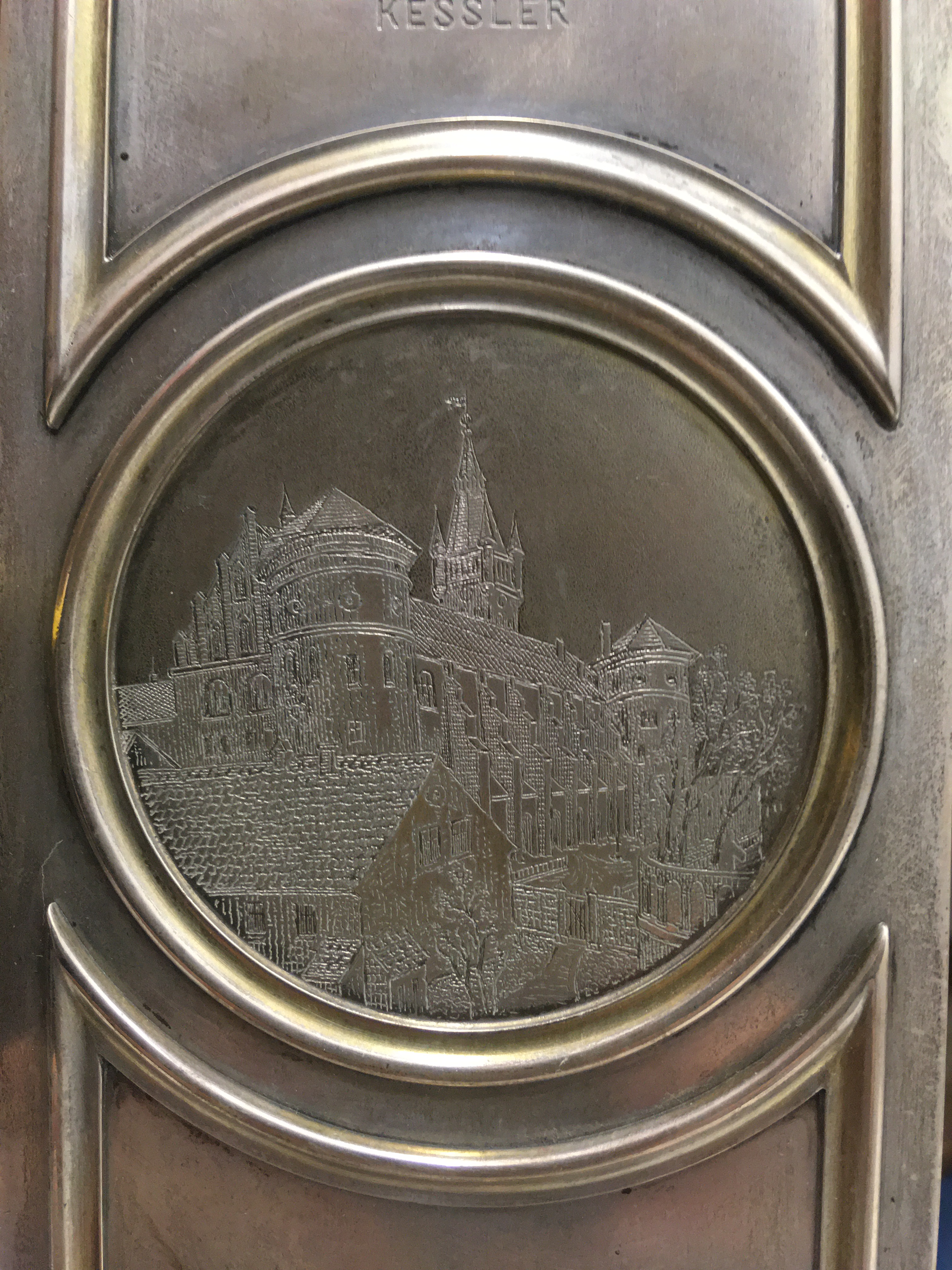
Castillo de Königsberg (frente)
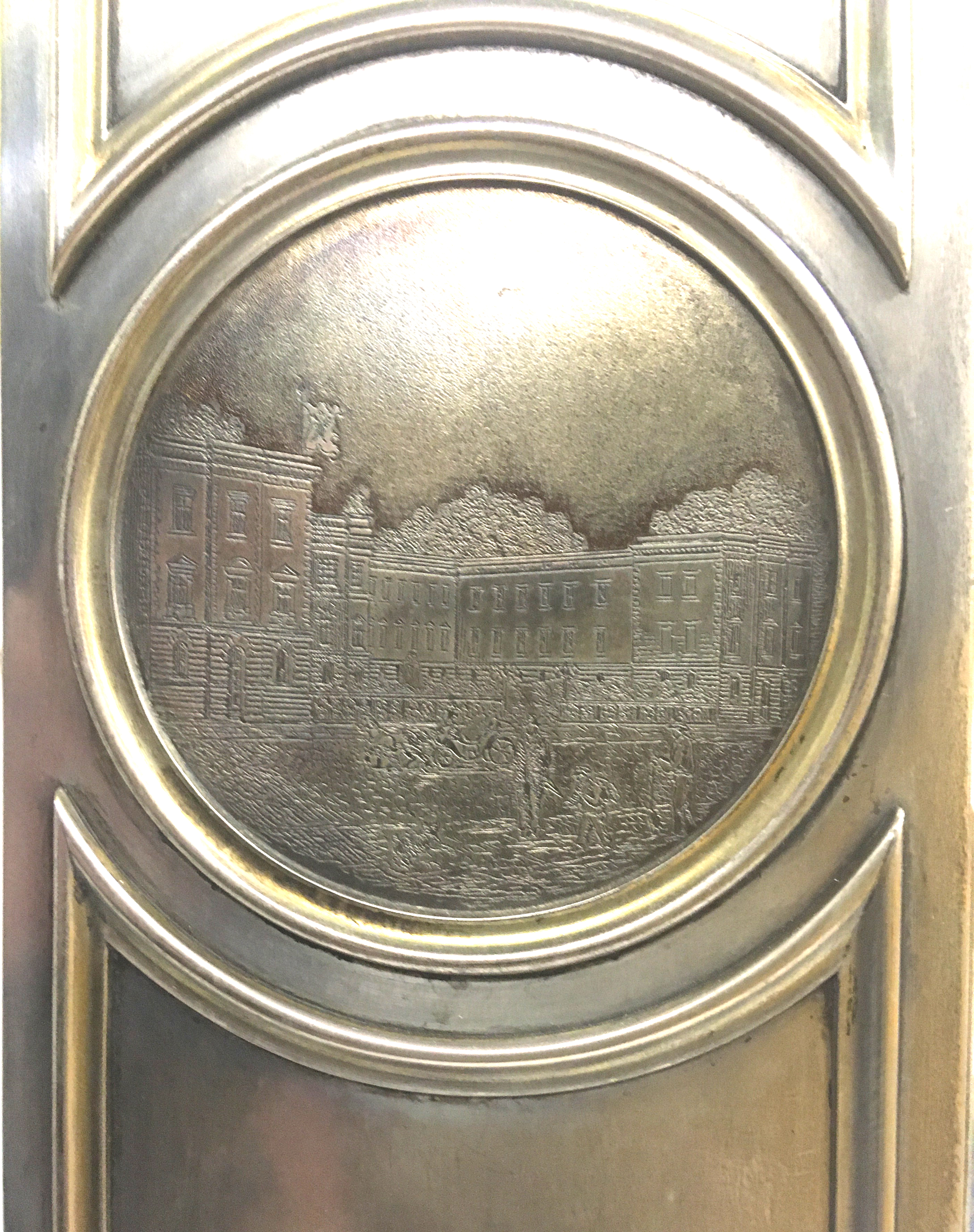
Gobierno de Königsberg (derecha)
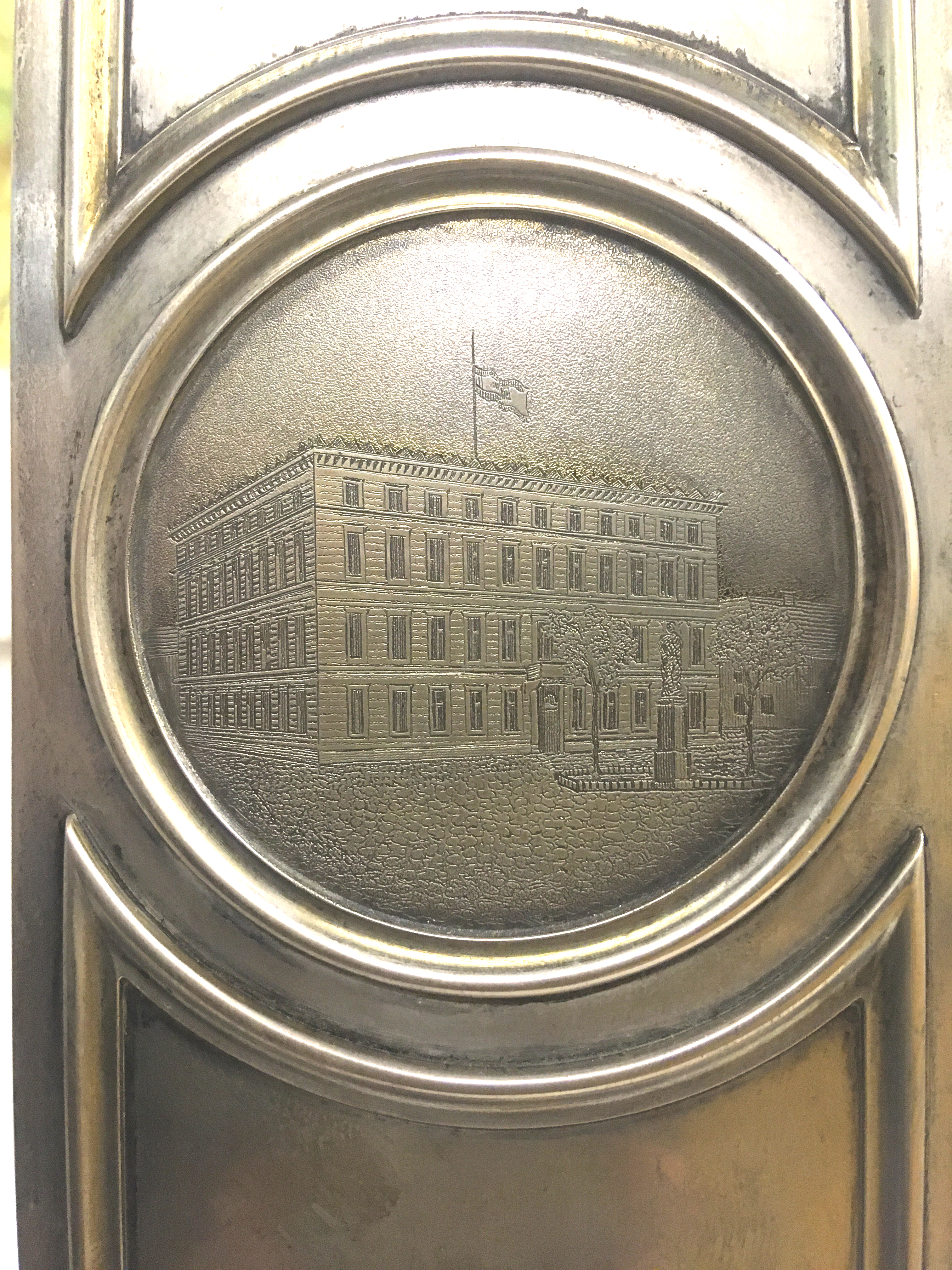
Gobierno de Gumbinnen (izquierda)

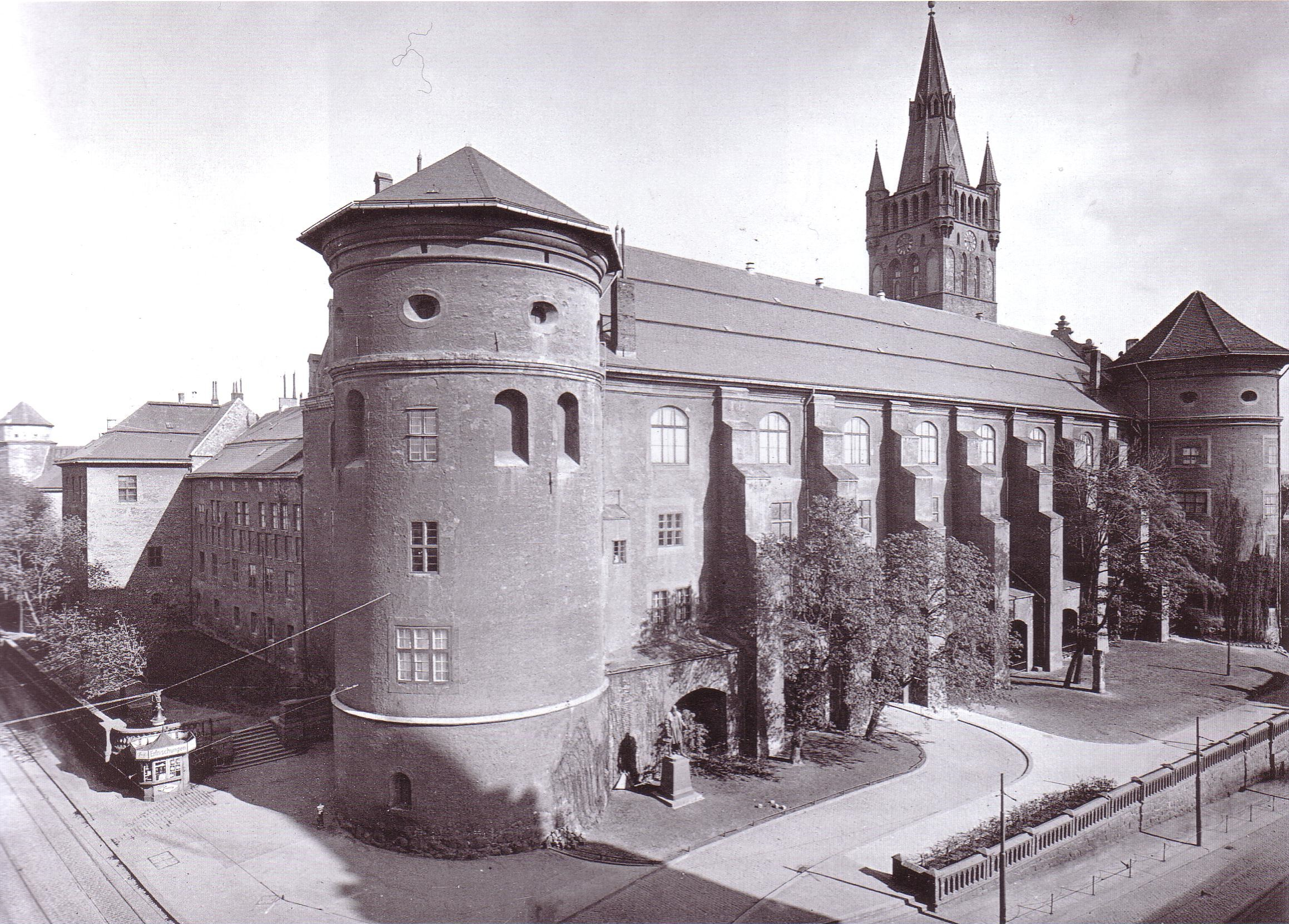
Torre del ala oeste, obra de Blasius Berwart, castillo de Königsberg
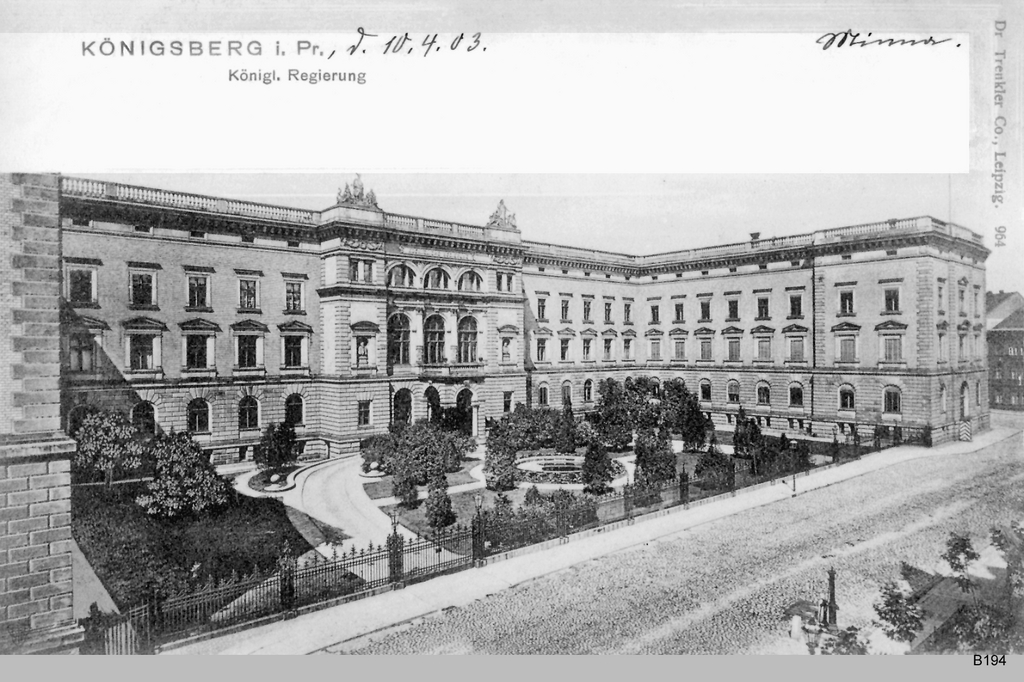
Edificios presidenciales y gubernamentales supremos